# الکساندروس آلکسیو
الکساندروس آلکسیو (یونانی: Αλέξανδρος "Αλέξης" Αλεξίου؛ زادهٔ ۸ سپتامبر ۱۹۶۳) بازیکن سابق و مربی فوتبال اهل یونان است.
از باشگاه‌هایی که در آن بازی کرده‌است می‌توان به باشگاه فوتبال المپیاکوس و باشگاه فوتبال پائوک اشاره کرد.
وی همچنین در تیم ملی فوتبال یونان بازی کرده‌است.